# André Mornet
Pour les articles homonymes, voir Mornet.
Constant Victor André Mornet, né le 5 janvier 1870 à La Châtre et mort le 22 juillet 1955 à Nohant-Vic, est un magistrat français. Il servit au plus haut niveau de la magistrature le gouvernement de Vichy de juillet 1940 à 1943 et devint résistant à la fin de l'été 1943. Il  est à la Libération le procureur général des procès de Pierre Laval et de Philippe Pétain qui aboutissent à leur condamnation à mort, celle de Pétain étant commuée à la prison à perpétuité en raison de son grand âge. 

## Biographie
Constant Victor André Mornet est docteur en droit avec une thèse terminée en 1895.
En décembre 1897, il entre dans la magistrature et devient chef adjoint du cabinet de Victor Milliard, garde des Sceaux, ministre de la Justice.
En 1902, il épouse à Reims Anaïs Berthe Lucie Darboux, veuve Cabanis, fille du mathématicien Jean-Gaston Darboux et d'Amélie Célina Carbonnier.
En 1912, il est nommé à la cour de Paris comme substitut du procureur général,.
Entre 1914 et 1918, il a envoyé devant le peloton d'exécution nombre de rebelles, de déserteurs, soldats fusillés pour l'exemple,.
En 1917, il représente le Ministère public lors du procès de l'espionne Mata-Hari, condamnée au peloton d'exécution, après un procès expéditif et sur le fondement de semblants de preuve.
Retraité, il est néanmoins président de chambre honoraire de la Cour de cassation en 1940. Il est nommé directeur de la Justice militaire en mai de la même année. En septembre 1940, il devient vice-président, à sa demande, de la commission pour la "révision des naturalisations" ou dénaturalisations, qui est chargée de priver en particulier les juifs de la nationalité française et participe à l'élaboration du statut des juifs, en date du 3 octobre 1940. À la fin de l'été 1943, il intègre toutefois le comité directeur du comité national judiciaire, fédération des mouvements de résistance agissant au sein de l'institution judiciaire.
En novembre 1944, il est appelé comme procureur général près la Haute Cour de justice. Ce choix s'exerce car, ayant fait valoir ses droits à la retraite peu avant la vote des pleins pouvoirs au maréchal Pétain, il n'a pas eu à lui prêter serment de fidélité. À ce titre, il est partie prenante des procès de Philippe Pétain et Pierre Laval, pour lesquels il réclame et obtient la peine de mort, formulant son réquisitoire au nom de la « haine sacrée ». Pendant le procès de Pétain, durant lequel il sera pris à partie par l'un des avocats de l'accusé, Jacques Isorni, sur son attitude durant l'Occupation, il déclare, afin de faire cesser la clameur de la foule, « J'invite la cinquième colonne à cesser ses manifestations ». Le procès Laval terminé, il insiste pour que le condamné soit réanimé après sa tentative de suicide, le matin de son exécution.
En janvier 1948, il est admis définitivement à la retraite et est nommé en 1952 procureur général honoraire près la Haute Cour de justice et procureur général honoraire de la cour de Cassation.
Mort le 22 juillet 1955 à Nohant-Vic, il y est enterré au cimetière de Vic,.

## Décorations et hommage

### Décorations
- Commandeur de la Légion d'honneur (1934)[16].
- Médaille de la Résistance française (décret du 31 mars 1947)[17]

### Hommage
La rue André Mornet à Angers est nommée en son honneur.

## Publications
- André Mornet, De la suspension des peines en cas de première condamnation et de leur aggravation à raison de la récidive en matière de crimes et délits, Paris, faculté de droit de Paris-Pedone, 1895, 281 p. (BNF 30983261)
- Procureur général Mornet, Quatre ans à rayer de notre histoire, Paris, Self, 1949, 335 p. (BNF 34190615)